# David Blu
David Blu (antes David Bluthenthal) (Los Ángeles, California, 18 de julio de 1980) es un exjugador de baloncesto israelí-estadounidense. Con 2.01 de estatura, jugaba en la posición de alero.

## Trayectoria
- 1998-2002: Universidad del Sur de California
- 2002-2004: Maccabi Tel-Aviv
- 2004-2005: BC Dinamo San Petersburgo
- 2004-2005: Benetton Treviso
- 2005-2006: Virtus Bolonia
- 2006-2007: Fortitudo Bolonia
- 2007-2008: Maccabi Tel-Aviv
- 2008-2009: Le Mans Sarthe Basket
- 2009-2014: Maccabi Tel-Aviv